# Ellingsenius fulleri
Ellingsenius fulleri är en spindeldjursart som först beskrevs av Hewitt och Godfrey 1929.  Ellingsenius fulleri ingår i släktet Ellingsenius och familjen tvåögonklokrypare. Inga underarter finns listade i Catalogue of Life.